# Поцелуй на Таймс-сквер
Поцелуй на Таймс-сквер (англ. V-J Day in Times Square — «День Победы на Таймс-сквер») — фотография Альфреда Эйзенштадта, на которой запечатлён американский моряк Гленн Макдаффи, целующий медсестру Эдит Шейн, одетую в белое платье, в день Победы над Японией (14 августа 1945 года) на Таймс-сквер в Нью-Йорке. Спустя неделю фотографии были опубликованы на страницах журнала Life, среди множества фотографий в 12 страничном разделе «Победа», на которых были засняты празднования победы по всей Америке. На первой странице двухстраничного разворота были представлены фотографии трёх поцелуев из Вашингтона, Канзас-сити и Майами, а фотография Эйзенштадтта занимала целую страницу напротив. Поцелуй был любимой позой для фотографов СМИ во время войны, но Эйзенштадт сфотографировал спонтанное событие, которое произошло на Таймс-сквер, когда президент Трумэн объявил об окончании войны с Японией. После получения новостей о победе, ликование началось повсюду. Официально праздник приходится не на 14 августа, а на день официального подписания капитуляции 2 сентября (в Японии отмечается как День памяти).
Фотография известна под разными названиями — «Поцелуй на Таймс-сквер», «День Победы над Японией на Таймс-сквер» (англ. V-J Day in Times Square), «День Победы» (англ. V-Day) и «Поцелуй» (англ. The Kiss).

## Предыстория
Альфред Эйзенштадт начал увлекаться фотографией в 14 лет, когда родители подарили ему его первую камеру Kodak. С началом Первой мировой войны, родившийся в Пруссии Эйзенштадт был призван в ряды немецкой армии и стал артиллеристом. Получив ранение на войне и вернувшись к мирной жизни, он не забыл своё детское увлечение, но даже не думал делать его своей профессией. В 1927 году ему удалось продать свою первую фотографию. И уже в начале 1930-х годов Эйзенштадт прославился фотографиями, которые сегодня считаются классикой журналистики: именно он запечатлел первую встречу Гитлера и Муссолини в 1934 году и в 1933 году сделал снимок Геббельса, с взглядом полным ненависти. В 1935 году Эйзенштадт эмигрировал в США. Он поступил на работу в журнал Life. Он работал со малоформатной камерой Leica III, позволявшей фотографировать людей, не привлекая внимания. Однако свой самый известный снимок Эйзенштедт сделал в открытую, ни от кого не таясь.

## Обстоятельства
14 августа 1945 года Япония приняла условия капитуляции. Новость об этом быстро распространилась по США: на улицы вышло огромное количество людей, и находившийся в тот день в Нью-Йорке фотожурналист Life Альфред Эйзенштадт бросился со своим 35-миллиметровым фотоаппаратом Leica снимать празднование. В тот день он был на Таймс-сквер, где снимал многих, однако один молодой моряк сразу привлёк его внимание. Как позже вспоминал Эйзенштадт:
Он носился по всей улице, хватал всех женщин, которых видел - неважно, были они пожилыми, дородными или стройными. Я бежал перед ним со своей «Лейкой», оборачиваясь и пытаясь сделать снимок, однако ни один из них мне не нравился. И тут, внезапно - как вспышка - я увидел, что он схватил что-то белое. Я повернулся и нажал на кнопку в тот самый момент, когда он поцеловал медсестру. Если бы она была одета во что-то тёмное, я бы никогда не сфотографировал их. То же самое - если бы на нем была светлая форма, снимка бы не было.
Ему удалось сделать четыре фотографии. В ходе поцелуя Эйзенштедт успел немного поменять настройки своего фотоаппарата: по его словам, кадры были сделаны на плёнку Kodak Super Double X с выдержкой 1/125 секунды при диафрагме между 5,6 и 8. Однако самой удачной оказалась всего одна фотография из этой серии, её он и отдал в журнал.
14 августа 1945 года Гленну Макдаффи было 18 лет, и его часть была дислоцирована в Бруклине. Он отправился на метро на Таймс-сквер и, выйдя на улицу, узнал об окончании войны. К нему обратилась молодая женщина: «Матрос, я так рада за тебя». «А что случилось?» — спросил её Макдаффи. «Война закончилась, ты можешь идти домой», — сказала медсестра. Молодые люди обнялись и поцеловались. Как позже говорил Макдаффи: «я знаю, что целовал Эдит Шейн: никогда больше не целовался я с женщиной, у которой был бы такой большой рот — от уха до уха. Такое не забывается».
Эдит Шэйн часто вспоминала о том случае в центре Нью-Йорка, говорив, что незнакомый ей моряк неожиданно появился из толпы, обнял её, поцеловал и так же быстро исчез:
Я работала в больнице. Мы с другом услышали по радио, что Вторая мировая закончилась и пошли на улицу, на которой уже была дикая толпа. Все происходило очень бурно. Люди метались, обнимали и целовали друг друга. Один матрос схватил меня и очень долго целовал. Я даже не видела его, потому что закрыла глаза, когда мы целовались. А потом я повернулась и пошла в другую сторону. Мы даже ничего не сказали друг другу. Я даже не знаю, посмотрел ли он на меня. Может, и нет.

## Композиция
Расположенная по центру кадра пара с первого же взгляда приковывает внимание, тональное решение матроса в чёрной одежде и медсестры в белом, несмотря на жёсткий контраст прекрасно гармонирует, а сходящаяся на заднем плане перспектива улицы усиливает глубину. Нюансы, которые замечаешь не сразу, только добавляют уверенности, что перед тобой произведение искусства. Добродушные эмоции на лицах окружающих эту пару людей откровенно говорят об общей атмосфере того дня, а графически ломанные линии рук главных героев добавляют в кадр драматизм и обогащают его безмолвным конфликтом.

## Установление личностей
По причине того, что на Таймс-сквер была суматоха и Эйзенштадт фотографировал быстро меняющиеся праздничные события, он не спросил у запечатлённых имена и не смог выяснить другие подробности. На фотографии также невозможно чётко разглядеть лица целующихся — что и позволило впоследствии нескольким людям утверждать, что именно они запечатлены на ней. Установлением личностей целующейся пары занимались десятки журналистов.
В конце 1970-х годов 60-летняя жительница Лос-Анджелеса Эдит Шэйн, после войны проработавшая 30 лет воспитателем в детском саду в Беверли-Хиллз, прочитала в местной газете интервью с Эйзенштадтом. После этого она решила рассказать фотографу о себе и в 1980 году написала ему тёплое письмо, в котором сообщила, что это именно она изображена на снимке. Прочитав письмо, в котором Шэйн попросила для себя лишь копию той самой фотографии, Эйзенштадт рассказал о нём в журнале Life. После этого Эйзенштадт лично встретился с Шэйн и подарил ей копию фотографии. Вместе с тем, как рассказывает редактор журнала Бобби Бейкер Берроуз, Эйзенштадт не был до конца уверен, что Шэйн — не самозванка. Редакция решила напечатать об этом случае заметку, а заодно попросила дать о себе знать матроса, целовавшего Шэйн. К октябрю 1980 года в моряке себя узнали 11 мужчин. Позже, ещё две женщины Грета Фридман и Барбара Сокол заявили, что это они — девушка на фотографии. Им не удалось доказать свою правоту, хотя не исключено, что они в тот день также целовались на Таймс-сквер с военными. В опубликованном в 2012 году исследовании утверждается, что Эдит Шейн не может быть девушкой на фотографии, так как она была очень невысокой (147 см) и ни один из кандидатов-мужчин по росту ей не подходит.
Шэйн официально стала «девушкой с фотографии», однако личность моряка долгое время установить не удавалось. На неё претендовали: Джордж Мендоса, Карл Мускарелло и Гленн Макдаффи. Долгое время Эдит Шэйн считала, что именно Мускарелло был её героем на одну фотографию, и даже встретилась с ним после более чем полувековой разлуки, чтобы повторить тот самый поцелуй. Позже она признавалась, что не до конца уверена в том, что Мускарелло был именно тем человеком. Однако в целующемся моряке его узнала родная мать, купив выпуск Life, позвонила сыну и сказала: «Ты что, не знаешь, что не должен целоваться с незнакомками? Ты же можешь заразиться чем-нибудь». На торжествах, посвящённых 60-летию победы над Японией, Эдит Шейн сопровождал отставной полицейский из Флориды Карл Мускарелло, утверждавщий, что именно он запечатлён на фото. Шейн задала ему несколько вопросов о том дне, и Мускарелло ответил на них верно: молодые люди поцеловались и немедленно растворились обратно в толпе.
Однако спустя некоторое время у Мускарелло появился конкурент. Им оказался 80-летний ветеран ВМС США Гленн Макдаффи. Чтобы доказать свою правоту, в 2007 году Макдаффи привлёк к анализу фото судебного эксперта Лоис Гибсон сделать около ста снимков, на которых ветеран одет в морскую форму и стоит в позе, как на снимке, только вместо девушки у него на руках лежит подушка. По цифровым фотографиям и замерам костей лица и рук Гибсон пришла к выводу, что именно Макдаффи запечатлён на снимке. В дополнение к этому он успешно прошёл десять тестов на полиграфе, однако в общественном мнении окончательно застолбить за собой место знаменитого матроса ему не удалось. Однако, у Эдит Шейн, живущей в Лос-Анджелесе, не удалось получить комментариев на этот счёт.
10 ноября 2008 года Эдит Шейн посетила на Бродвее постановку мюзикла South Pacific, впервые поставленного в 1949 году, после которого она в торжественной обстановке сфотографировалась с актёрами, одетыми в военноморскую форму. 11 ноября, в День ветеранов, бывшая медсестра возглавила колонну участников Второй мировой войны.
20 июня 2010 года Эдит Шэйн умерла у себя дома в Лос-Анджелесе в возрасте 91 года. У неё осталось трое детей, шестеро внуков и восемь правнуков.
9 марта 2014 года Гленн Макдаффи скончался в доме престарелых в Техасе в возрасте 86 лет. Причина его смерти не была названа, но в последние годы он жил в трейлере и тяжело болел (в 2007 году сообщалось, что у него рак лёгких). У него осталась дочь.

## Другая фотография того же момента
Фотожурналист ВМФ США Виктор Йоргенсен снял ту же сцену с другого ракурса. Его фотография была напечатана на следующий день в «Нью-Йорк Таймс» под названием «Прощальный поцелуй войне» (англ. Kissing the War Goodbye).

## Культурное влияние
Фотографию стали печатать на майках, её обтравливали и вывешивали у себя в домах тысячи людей, некоторые из которых даже придумали этой паре новую жизнь в лице фигурок конструктора Lego. В 2005 году журнал Life поместил фотографию повторно на обложку одного из номеров. В 2005 году на Таймс-сквер в честь 60-летия окончания Второй мировой войны появилась цветная скульптура, воспроизводящая снимок, однако, на постоянной основе власти города скульптуру решили не устанавливать. 13 августа 2010 года на Таймс-сквер в честь 65-летия победы США над Японией была открыта 26-футовая (около 8 м) статуя поцелуя моряка и медсестры. Национальный инспектор движения «Сохраним дух 45-го» Уоррен Хегг сказал про Эдит Шейн:
Она говорила, что мы должны устроить день для всех обычных мужчин и женщин того поколения, которые сделали так много замечательных вещей, но так никогда и не получили признания за это. День памяти тех, кто пережил Великую депрессию, спасли Западную демократию и восстановили мир.
Каждый год 14 августа рядом со статуей собираются сотни пар, чтобы создать реконструкцию фото. В назначенное время пары одновременно начинают целоваться — причём многие девушки одеты в короткие белые платья, а мужчины в матроски.